# トヴズ県

トヴズ県の位置

トヴズ県（トヴズけん、アゼルバイジャン語: Tovuz Rayonu）は、アゼルバイジャン北西部のギャンジャ＝ガザフ経済地区の県。県都はトヴズ。

## 概要
トヴズ地区は国内で最大の農業地区の1つであり、その面積は1942平方キロメートル。人口は2020年1月1日時点で約17.7万人。
シェムキルとアグスタファの間に位置し、首都バクーから360km、ジョージアの首都トビリシから107km離れている。主要鉄道は中心駅のトヴズ駅に停車する。
北東はジョージア、南西はアルベイリ村近郊でアルメニアと国境を接する。
- アグスタファ県（英語版）
- ジョージア カヘティ州
- サムフ県（英語版）
- シャムキル県
- ギャダベイ県（英語版）
- アルメニア タヴシュ地方

## 地理
トヴズ地方には2つの都市（トヴズとゴヴラー）と102の村が存在している。南部は山地で、小コーカサス山脈と交差している。
7世紀ごろからワイン造りが盛んであり、フランスのコニャックとは姉妹都市協定を締結している。また、鉱石や金などの貴金属が多く産出される。
トヴズ市から東に10km離れたゴイテペとその付近では古代集落が発見されており、2022年現在でもアゼルバイジャン・日本・フランスの3か国共同での考古学的調査が行われている。

## 著名人
- ガニラ・パシャイェヴァ（英語版）(Qənirə Paşayeva)：国会議員・報道員。1975年～。

## ランドマーク

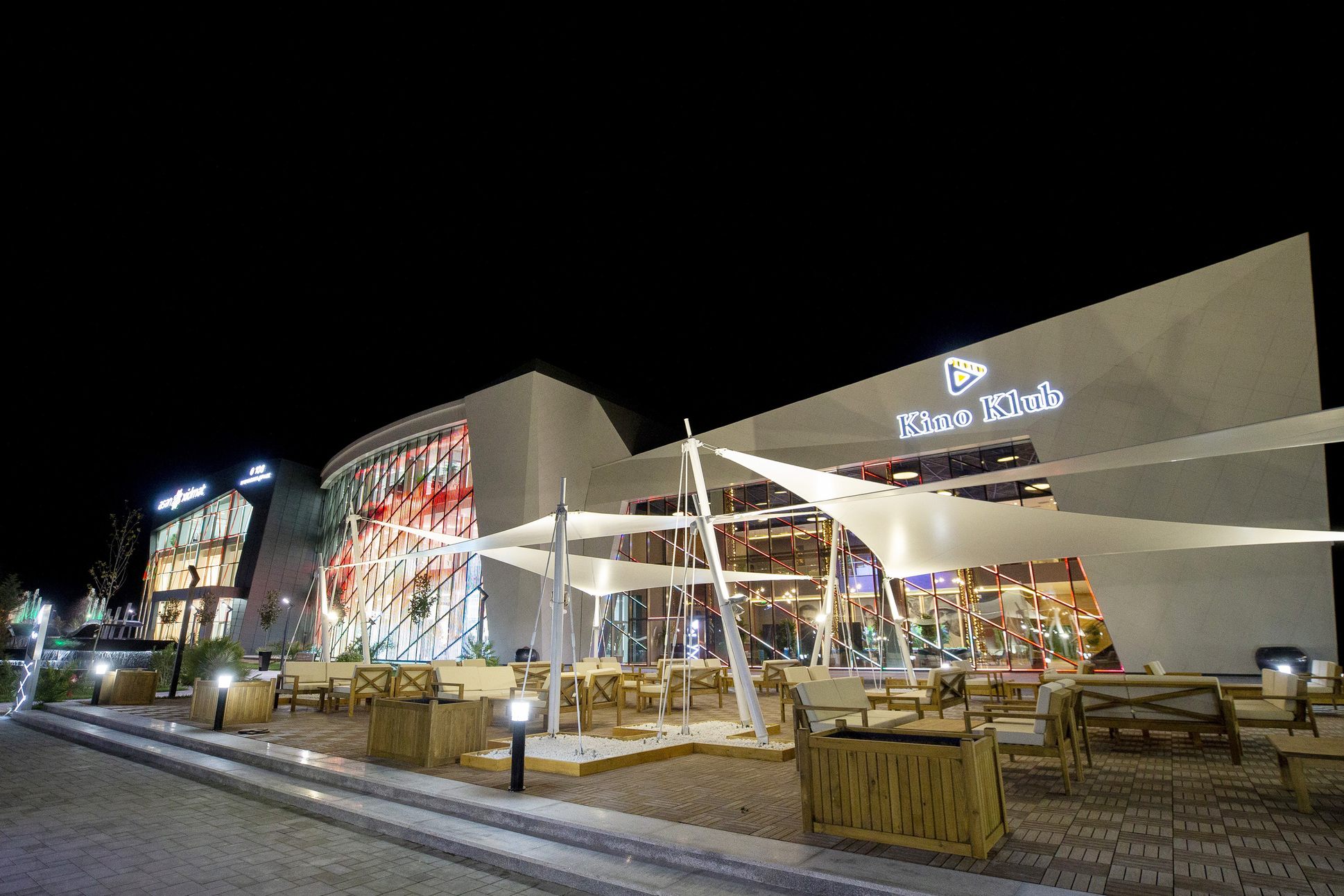
ASANサービス
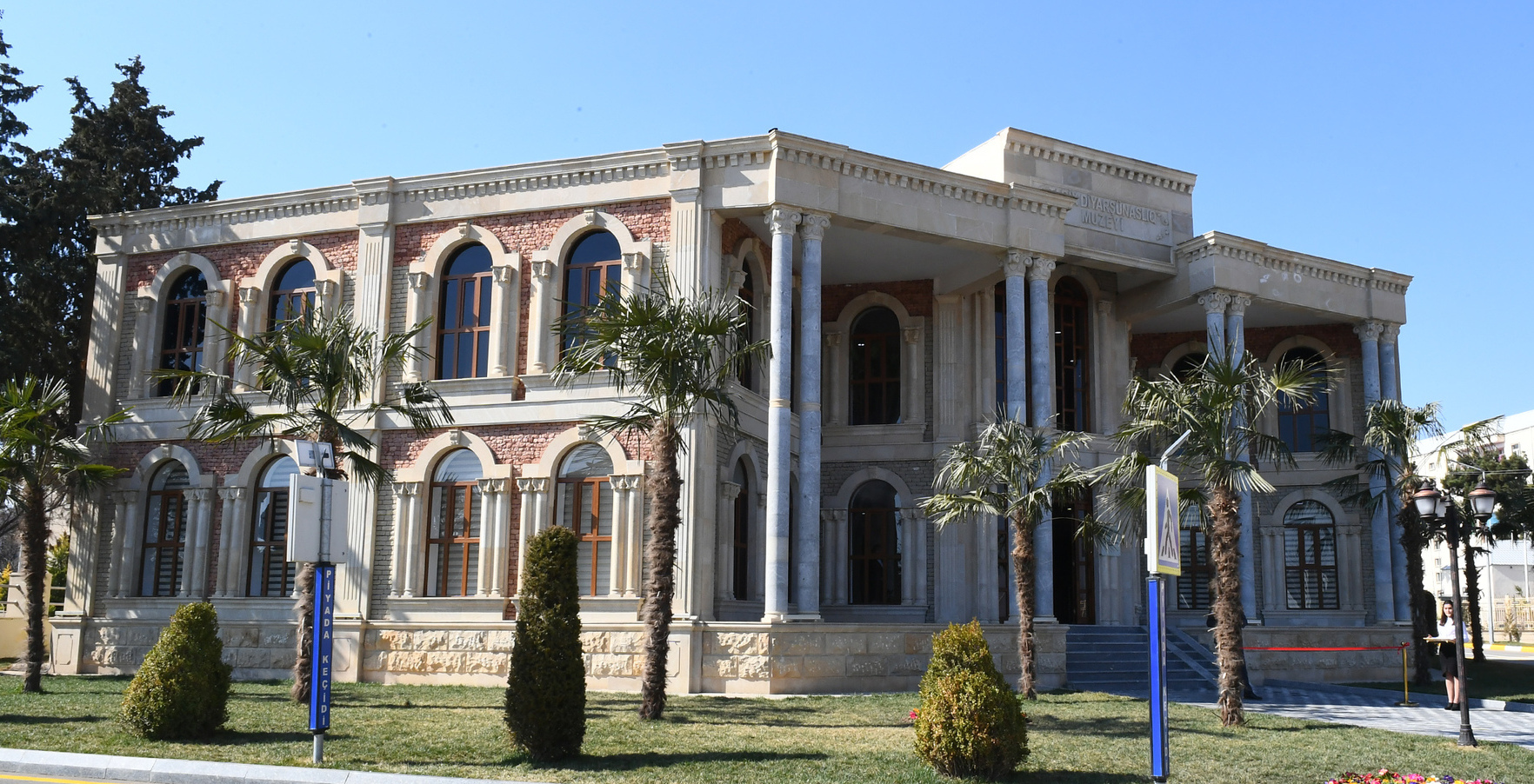
歴史博物館